# La Motte (Jersey)
Pour les articles homonymes, voir La Motte.
La Motte (ou île Verte) est un îlot situé dans la paroisse de Saint-Clément sur la côte sud de l'île de Jersey.
L'îlot de La Motte, d'une cinquantaine de mètres de long, est accessible à pied à marée basse. 
L'île est recouverte d'herbe ce qui lui donne un aspect verdâtre d'où son surnom d'île verte. Elle est entourée de grèves rocheuses. À marée basse, un grand nombre de rochers émergent de la mer et donnent un aspect chaotique autour de l'île.
L'île de La Motte est un refuge pour les oiseaux migrateurs. Un mur a été construit afin de protéger l'île des promeneurs.
Sur l'île La Motte, furent mis au jour des restes préhistoriques. Des fouilles archéologiques ont permis de mettre au jour, des cairns d'époque néolithique et des tombes qui témoignent de l'occupation très ancienne de ce lieu bien avant qu'il devienne un îlot par la remontée du niveau de la mer depuis la dernière période glaciaire.

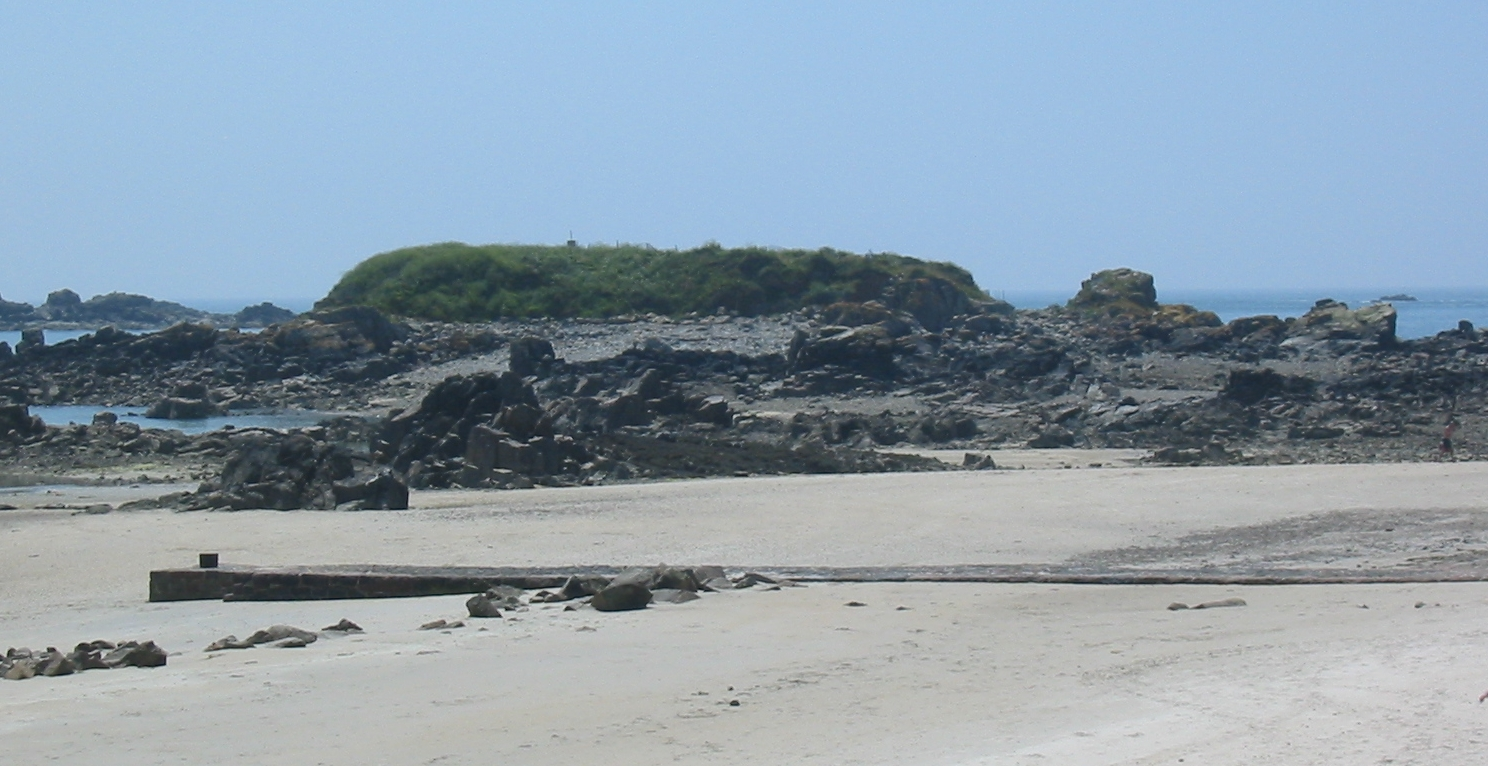
L'île La Motte à marée basse.